# Eidsborg stavkirke
Eidsborg stavkirke czyli kościół słupowy w Eidsborgu, dawniej pw. św. Mikołaja z Miry – jeden z lepiej zachowanych kościołów słupowych (klepkowych) w Norwegii, z XIII w. Znajduje się w miejscowości Eidsborg, w gminie Tokke, w okręgu Vestfold og Telemark.
Kościół został zbudowany w połowie XIII w. Legenda głosi, że budowę rozpoczęto w innym miejscu, ale mieszkańcy nie byli zgodni co do lokalizacji. Pewnego razu pozostawione na noc narzędzia cieśli znikły i zostały odnalezione dopiero po długich poszukiwaniach; uznano to za znak i kościół wzniesiono w miejscu odnalezienia narzędzi. Druga legenda wiąże się z faktem, że nowym miejscem było bardzo skaliste wzgórze, co uniemożliwiałoby grzebanie zmarłych wokół kościoła. Dwóm skazanym na śmierć dziewczętom darowano karę pod warunkiem, że w podołkach naniosą dość ziemi, by było możliwe założenie cmentarza. Zdołały to uczynić i pierwsi zmarli zostali pochowani jeszcze za życia tych dziewcząt.
Kościół był pierwotnie jednonawowy, w XIX w. został otoczony z trzech stron (od północy, południa i zachodu) przez nawy boczne (soboty) o pełnych ścianach. Centralna nawa ma ok. 7 m wysokości i 30 m² powierzchni. W 1826 roku została poszerzona, w 1845 roku dobudowano prezbiterium tej samej szerokości co nawa (wstawiono też płaski sufit). Podczas renowacji, które przeprowadził Georg Eliassen w latach 1927–1929, kościołowi przywrócono pierwotny, średniowieczny wygląd.
W 1604 i 1609 roku wnętrze ozdobiono malowidłami liści akantu. W latach 80. XX w. poszerzoną nawę pomalowano według projektów architekta Arnsteina Ameberga, wzorowanych na zachowanych malowidłach naściennych w kościele z Lårdal. Oryginalna figura patrona kościoła, św. Mikołaja z Miry, znajduje się w muzeum w Oslo (w kościele jest kopia). Tradycyjnie w przededniu nocy świętojańskiej była ona niesiona w procesji do pobliskiego jeziora Eidsborgtjønni, uroczyście kąpana i trzykrotnie obnoszona wokół jeziora. Miało to symbolizować oczyszczenie z grzechów lub miało zapewniać rolnikom błogosławieństwo świętego.

## Galeria

Kościół na zdjęciach
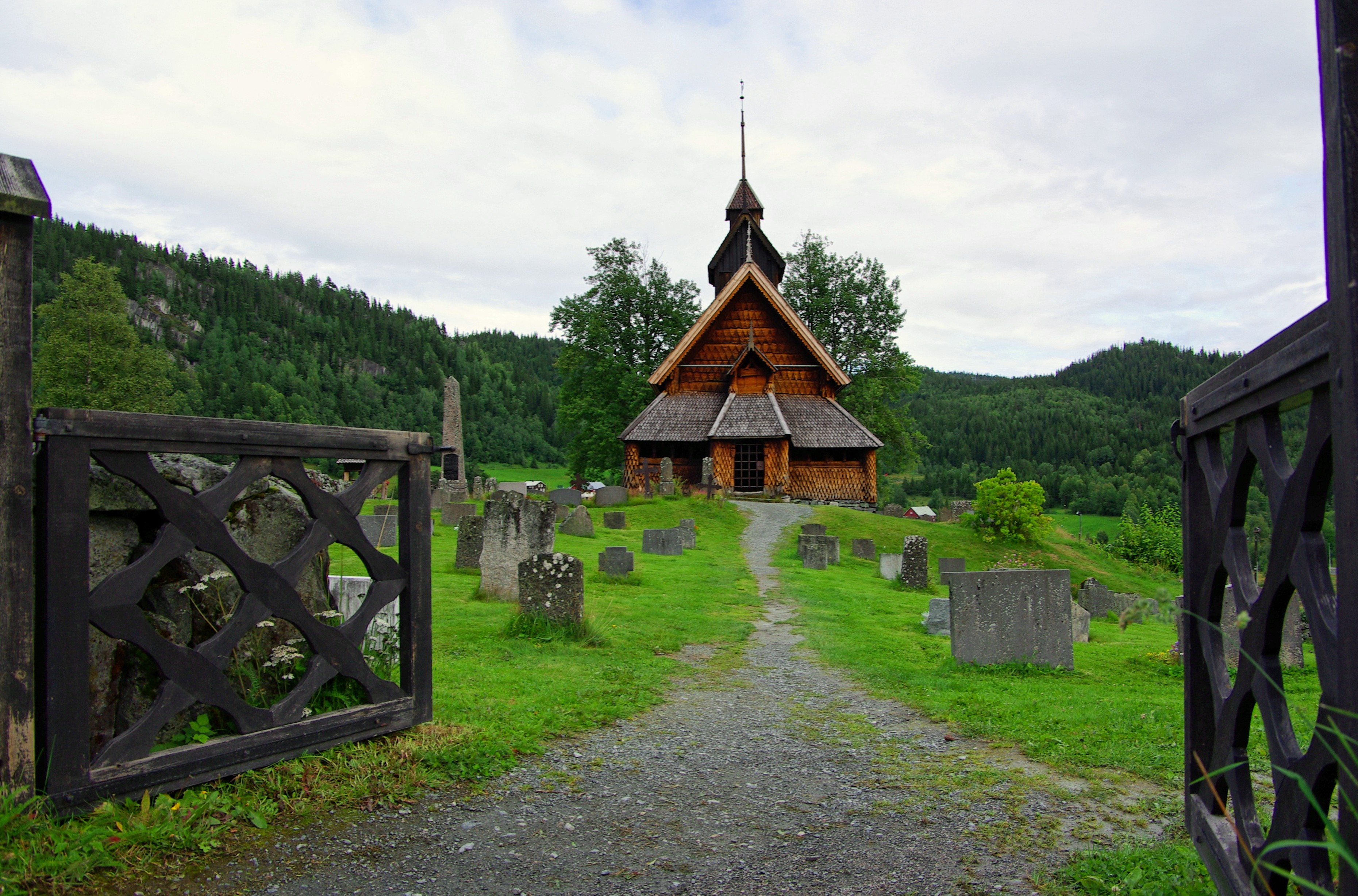
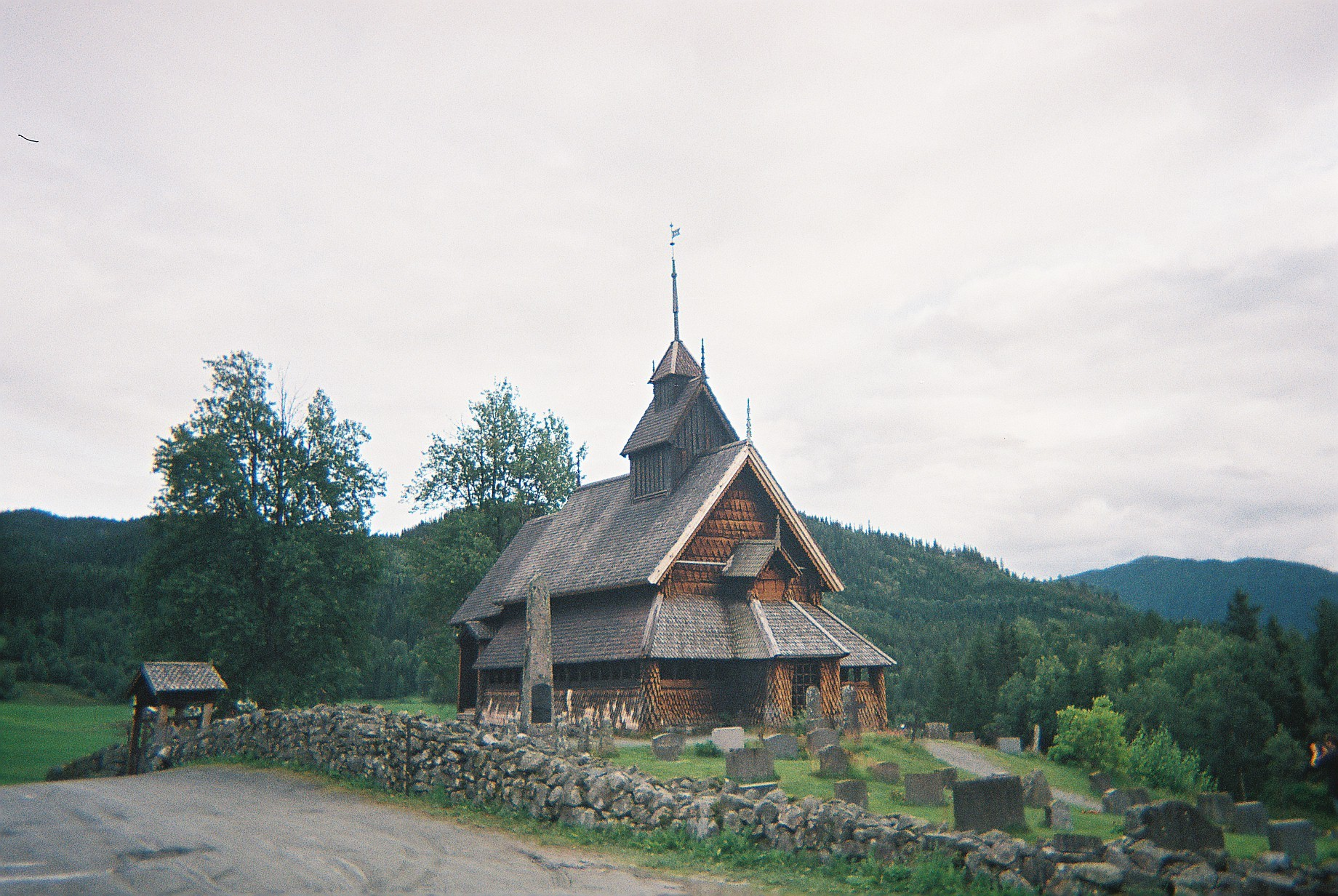
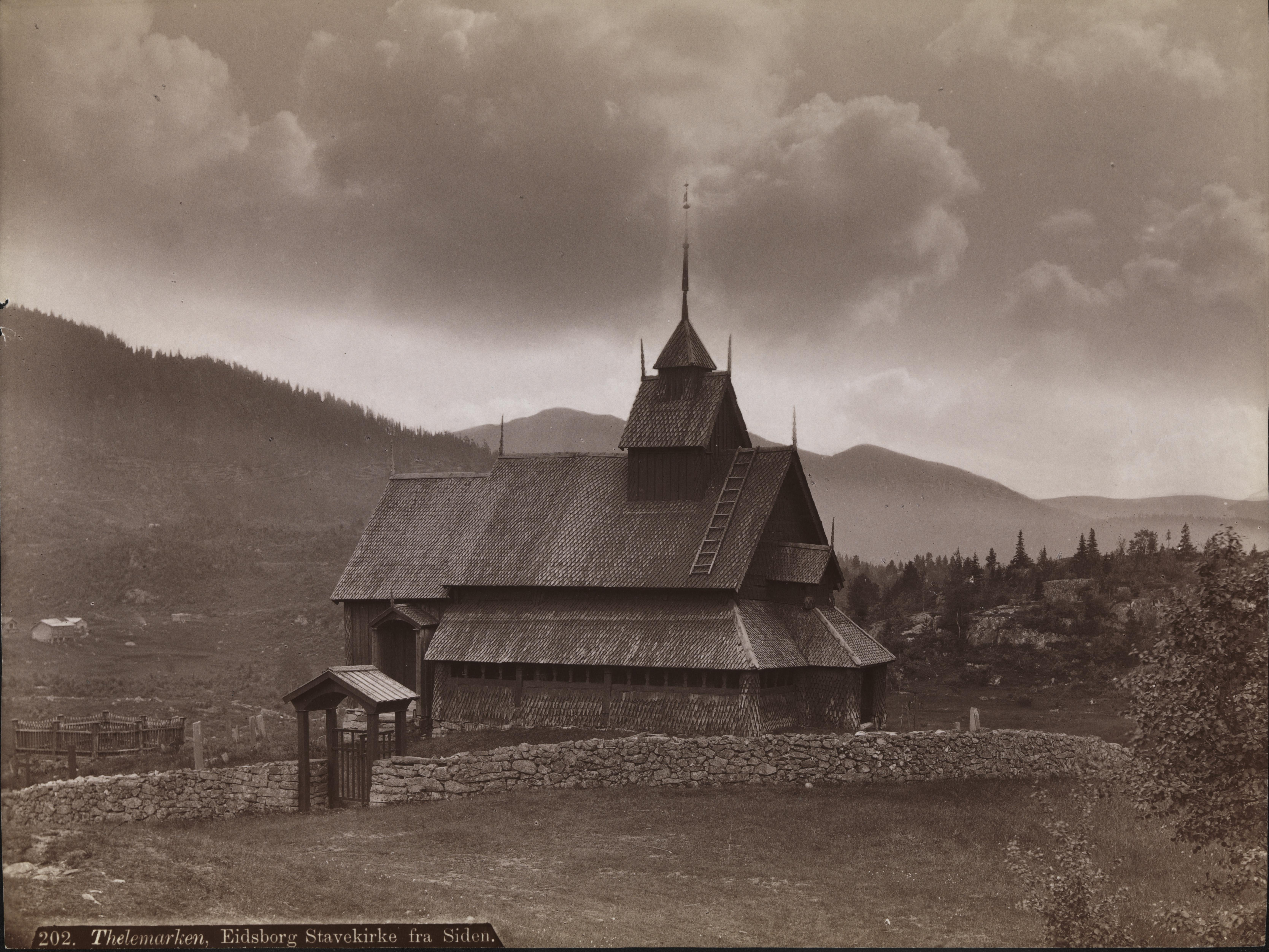
Zdjęcie z lat 1880–1890
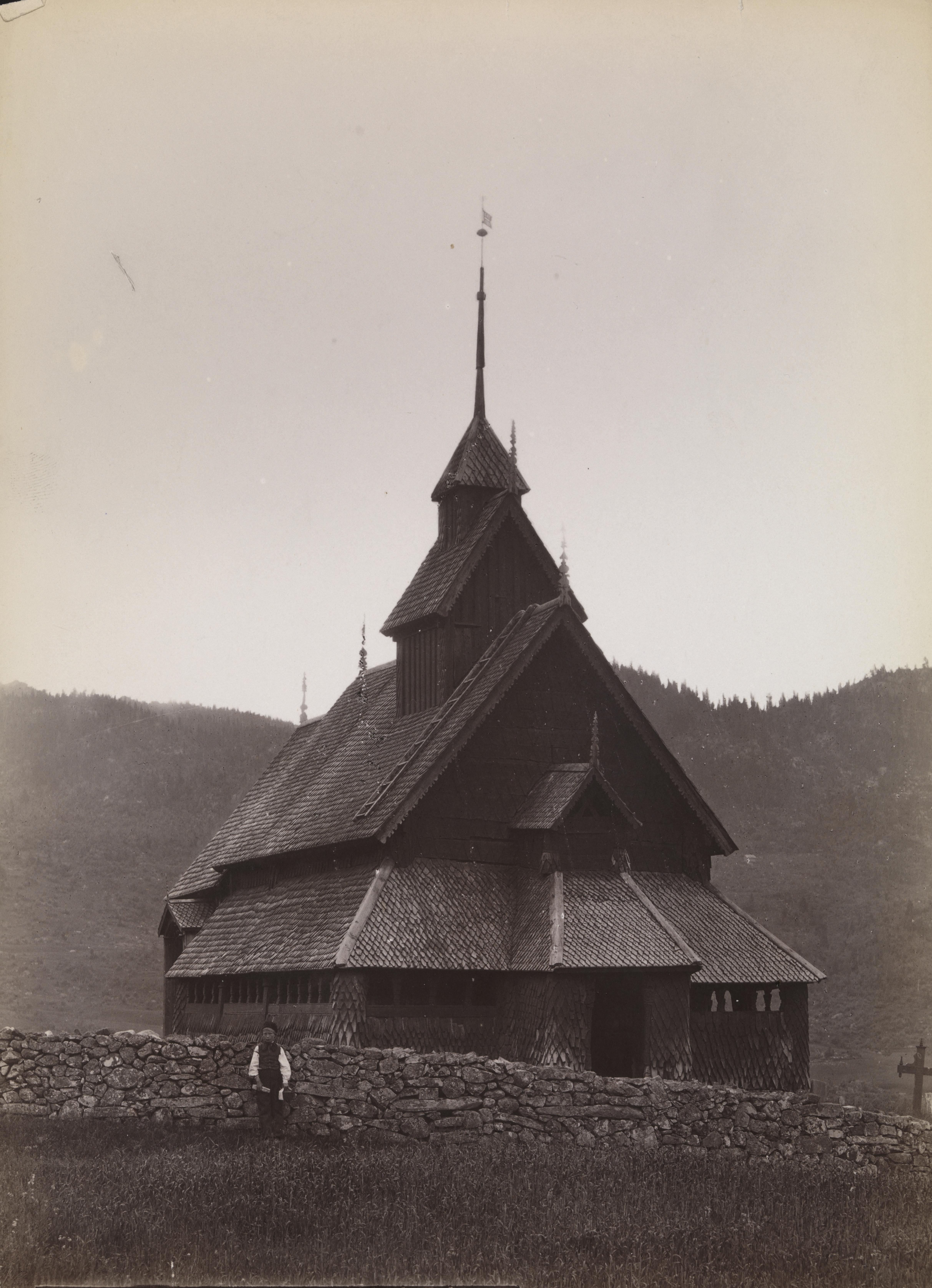
Zdjęcie z lat 1880–1890

Dekoracje w Eidsborg Stavkirke
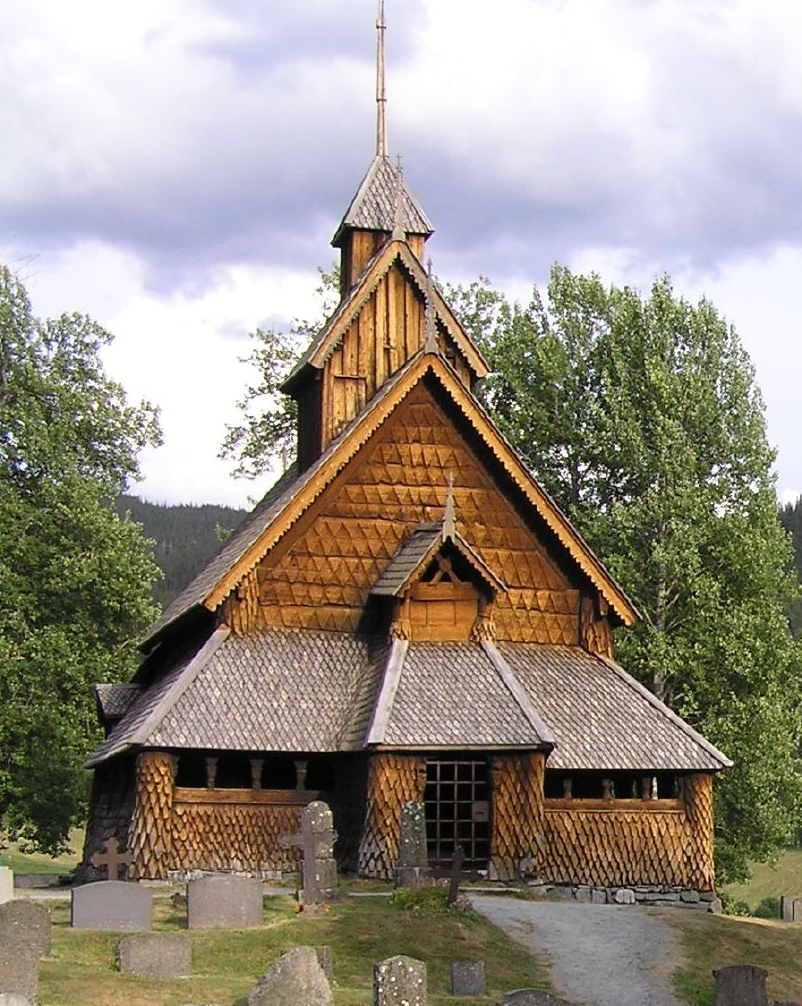
Widok od strony zachodniej
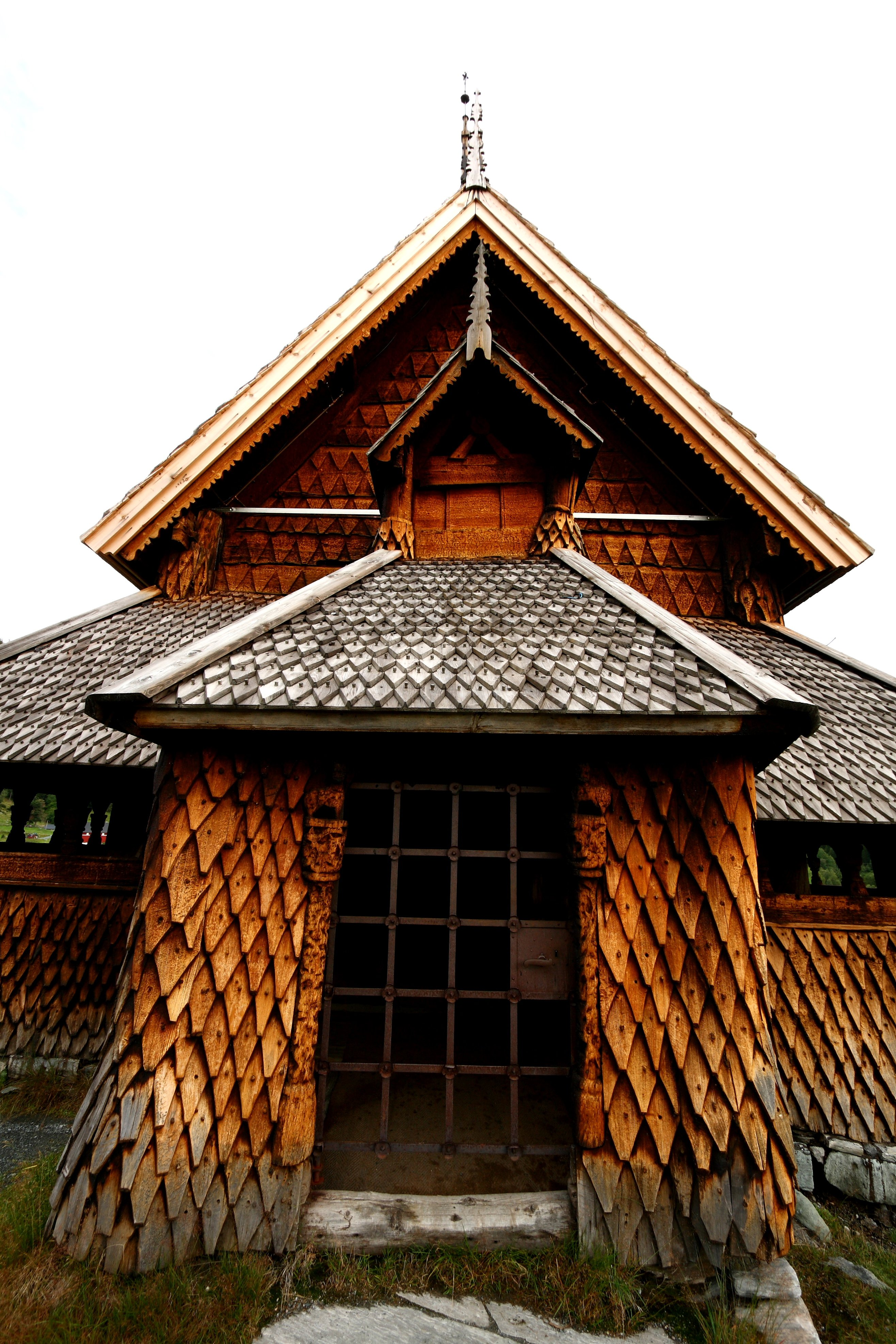
Portal zachodni
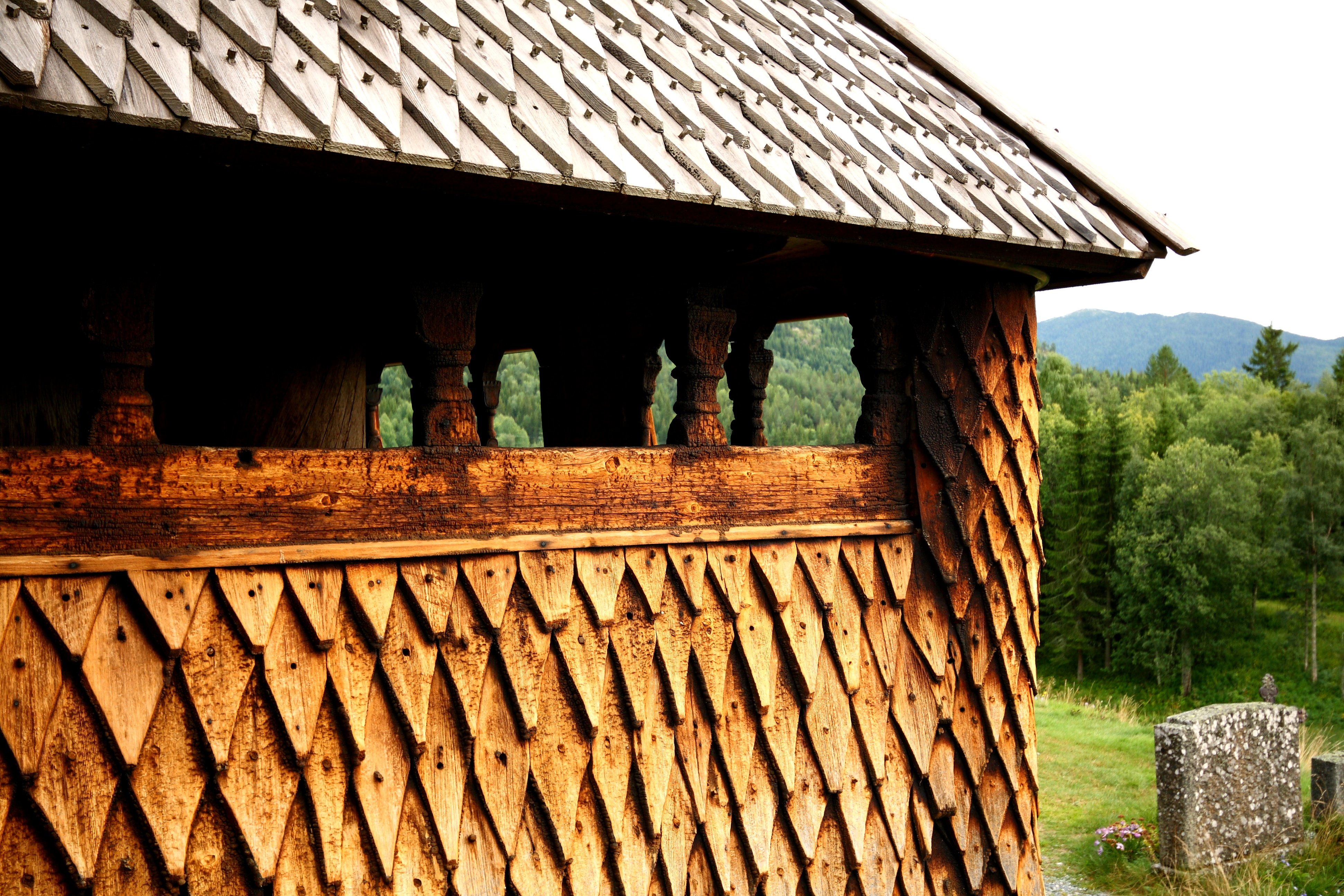
Zbliżenie gontowej fasady
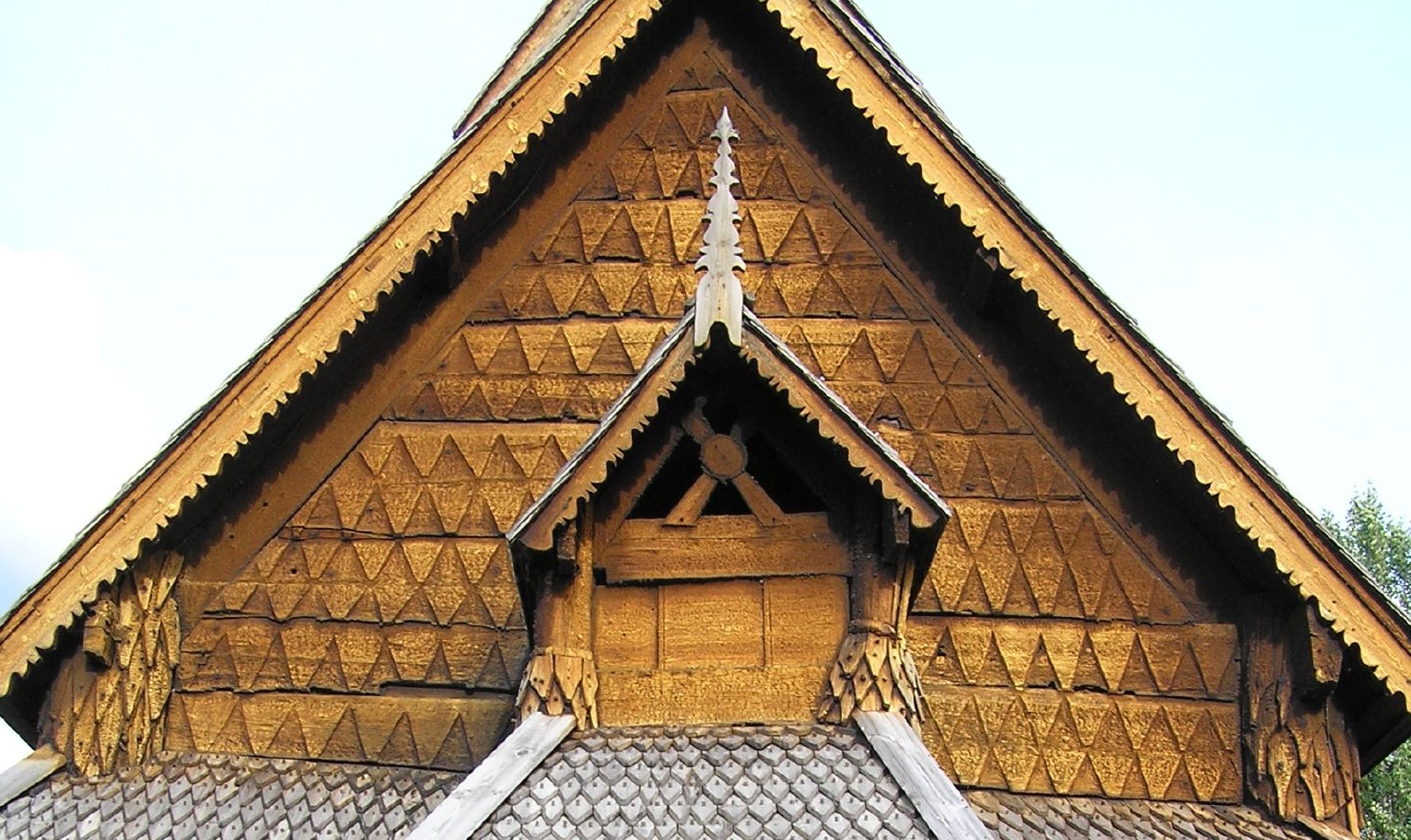
Jeden z naczółków
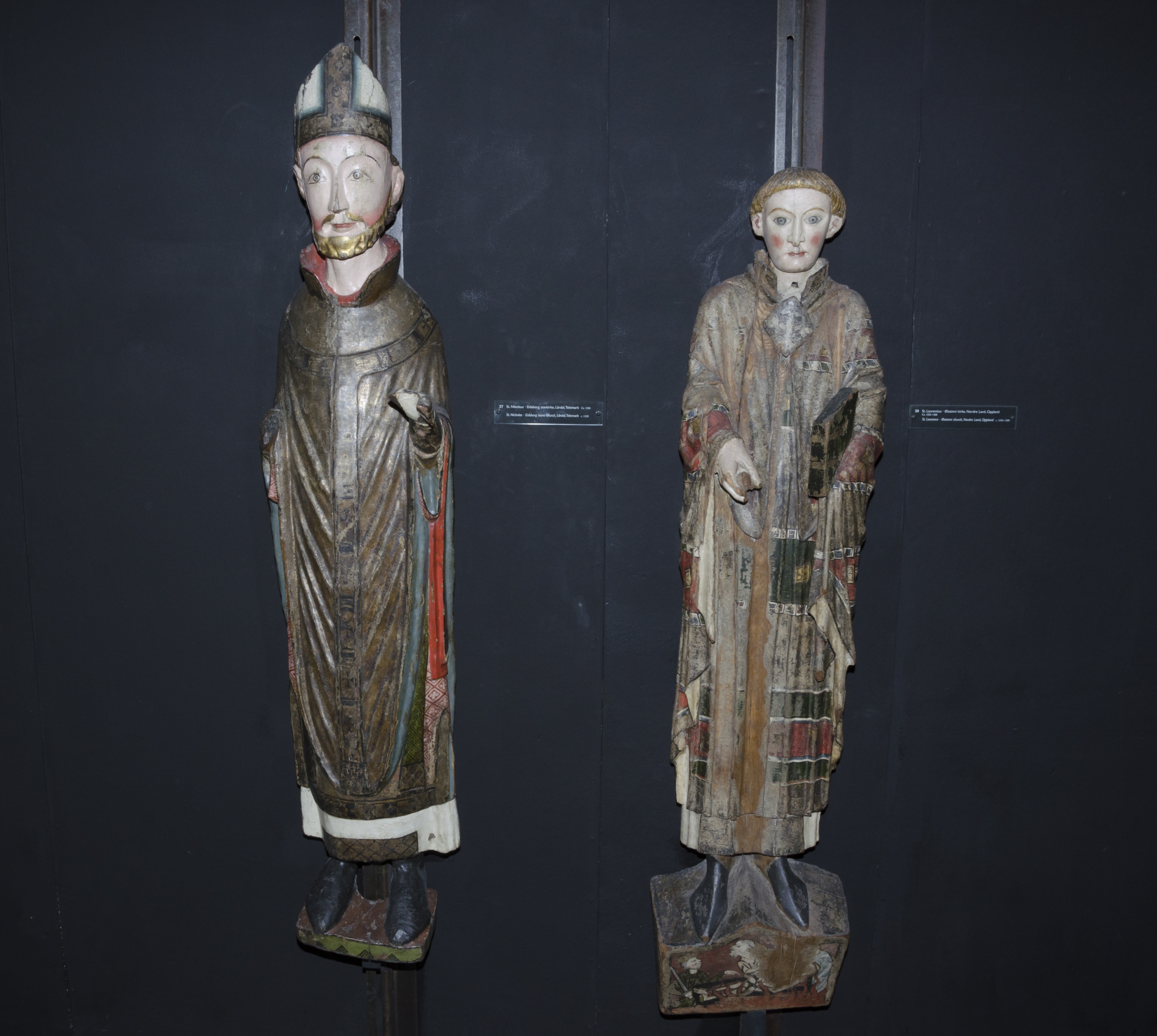
Figury z kościoła

Historyczne rysunki kościoła
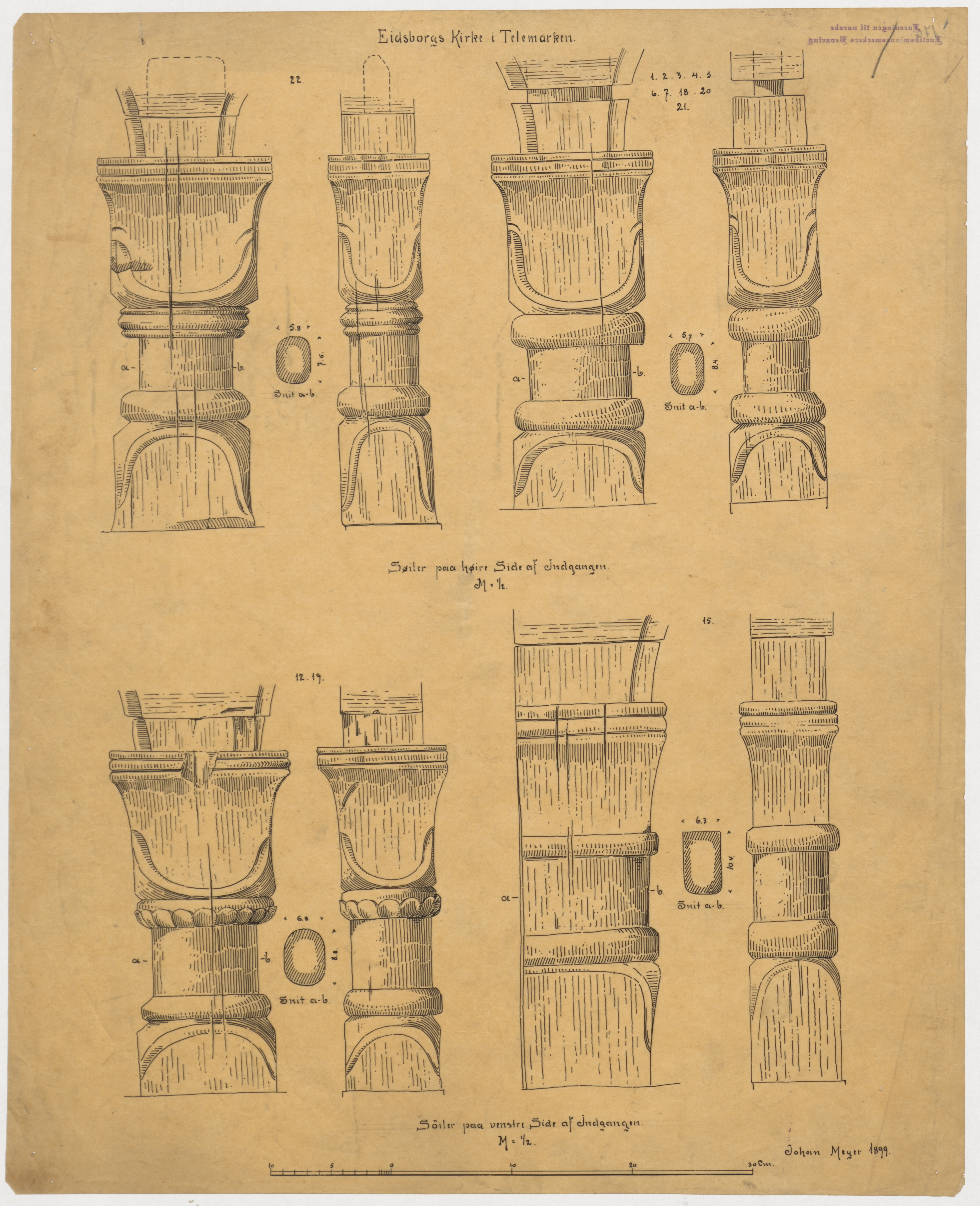
Szczegóły kolumn z przedsionka
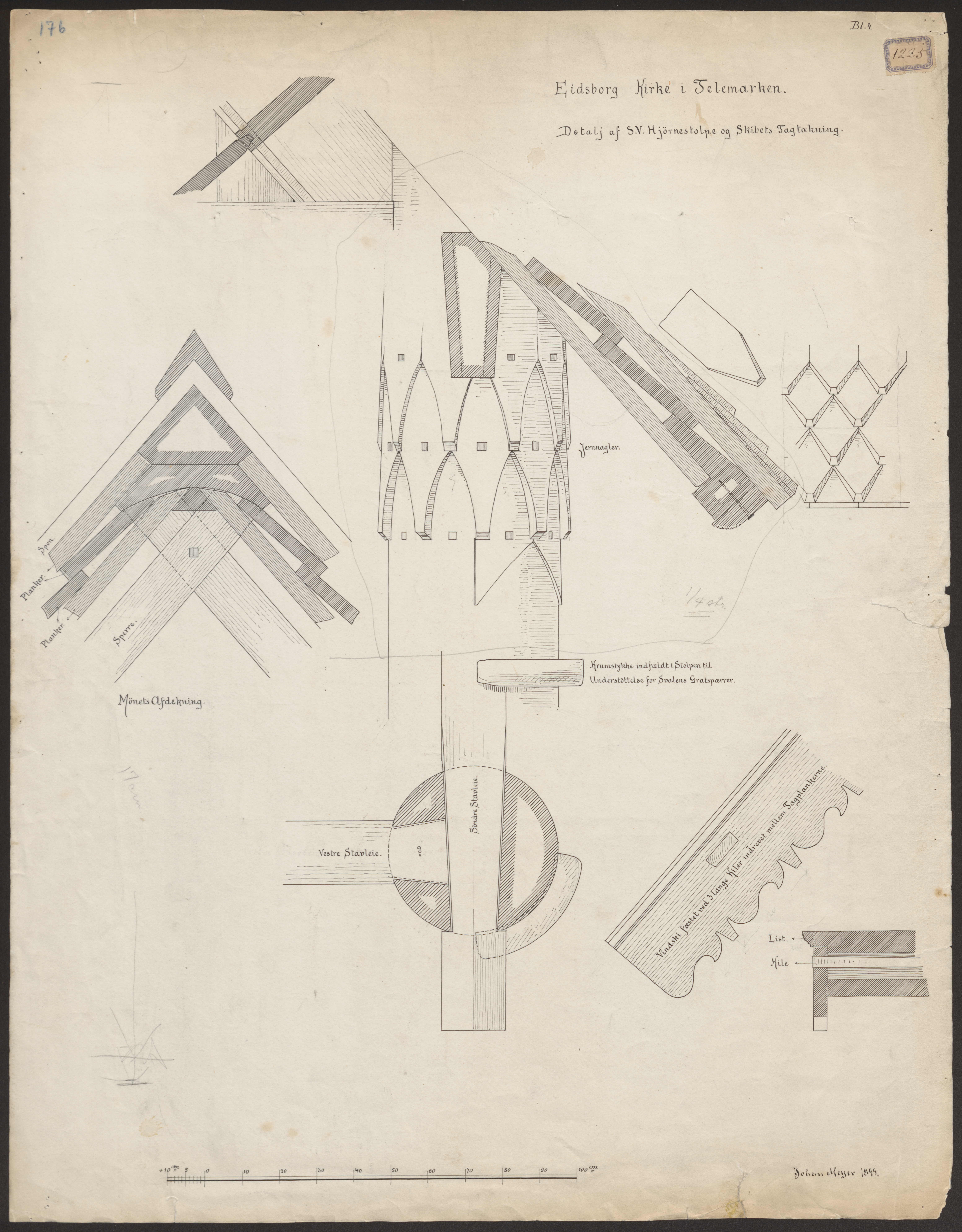
Detal filara narożnego i poszycia dachowego
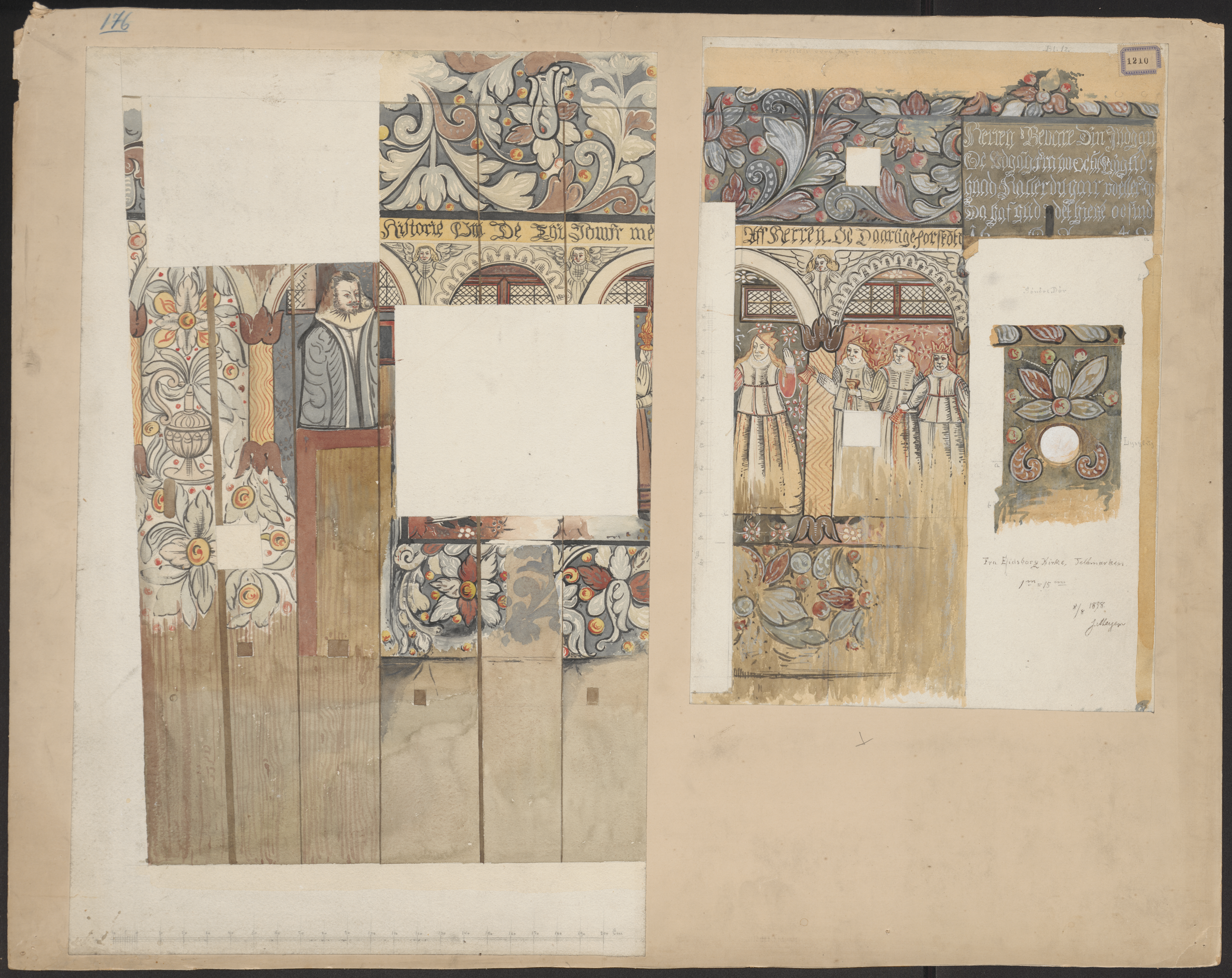
Malowidła naścienne przy wejściu południowym
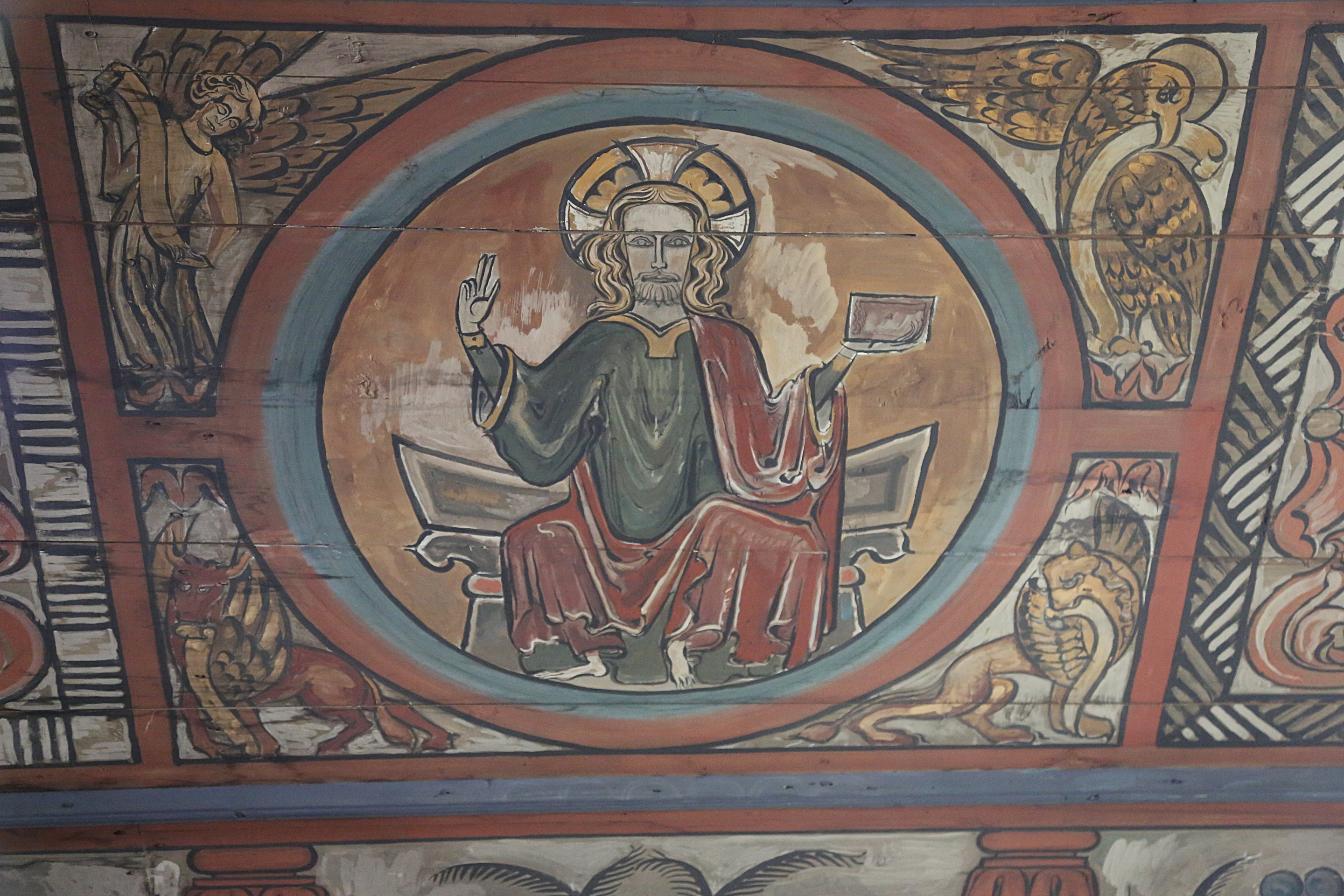
Malowidła wewnątrz kościoła
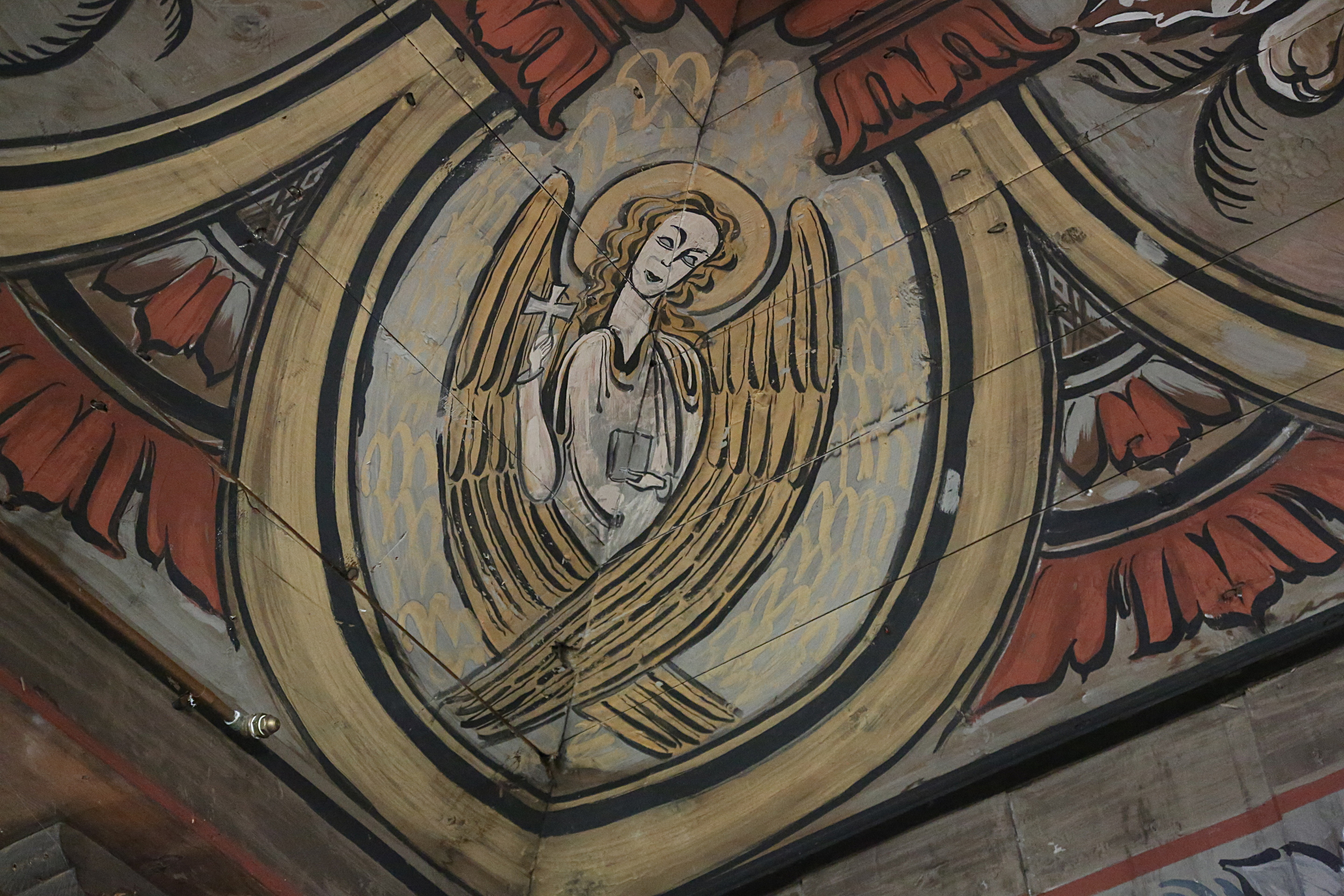
Malowidło anioła